# Adolf Wild von Hohenborn
Adolf Wild von Hohenborn (8. juli 1860 i Kassel – 25. oktober 1925) var en preussisk general under 1. verdenskrig. Fra 21. januar 1915 til 29. oktober 1916 var han også preussisk krigsminister.
1. ↑  Navnet er anført på bokmål og stammer fra Wikidata hvor navnet endnu ikke findes på dansk.